# Siboglinoides dibrachia
Siboglinoides dibrachia är en ringmaskart som beskrevs av Ivanov 1961. Siboglinoides dibrachia ingår i släktet Siboglinoides och familjen skäggmaskar. Inga underarter finns listade i Catalogue of Life.